# Caprinia conglobatalis
Caprinia conglobatalis là một loài bướm đêm trong họ Crambidae.